# Кротов, Карен Владимирович
Карен Владимирович Кротов (род. 16 февраля 1972) — советский и российский теннисист, тренер по теннису. Мастер спорта СССР.

## Биография
Родился в 1972 году. Начал играть в теннис в возрасте девяти лет. В 1981—1990 гг. выступал за ДСО «Динамо». В 1988 году выполнил норматив на звание мастера спорта СССР. Окончил ГЦОЛИФК.
Неоднократный чемпион Москвы среди юношей (1986—1989 гг) в различных разрядах. Победитель (1986) и финалист (1986, зима) чемпионатов СССР среди юношей в паре. Победитель командных чемпионатов СССР в составе команды ЦС (1986) и московского (1987) «Динамо». Финалист открытых чемпионатов Ленинграда (1988) в одиночном разряде и Москвы (1997) в паре. Занимал девятое место в десятке сильнейших теннисистов СНГ в 1992 году.
После окончания выступлений перешёл на тренерскую работу. С 1996 года работал в США в одной из теннисных академий. Был тренером победительницы трёх турниров WTA в парном разряде Е. В. Брюховец и финалистки турнира Большого шлема в парном разряде Е. В. Татарковой (в 1996—1998 гг.).
Начиная с 2011 года занимается с заслуженным мастером спорта России В. И. Звонарёвой.